# Ottavio Ferrari
Ottavio Ferrari (20 mai 1607 à Milan - 8 mars 1682 à Padoue) est un archéologue et philologue italien, neveu de Francesco Bernardino Ferrari.

## Biographie
Né à Milan en 1607, il se livra comme son oncle à l’étude de l’antiquité ; il n’avait que vingt ans lorsque le cardinal Frédéric Borromée le nomma professeur d’éloquence à son collège Ambroisien. En 1634, il fut appelé à la même chaire dans l’Université de Padoue, et y joignit bientôt après celle de langue grecque. Ses leçons attiraient un grand nombre d’auditeurs, qui parut rendre à cette université son ancien éclat, de l’aveu même de ceux qui en ont écrit l’histoire. Ayant prononcé publiquement un panégyrique de la reine Christine de Suède, il reçut en présent de cette princesse un collier en chaîne d’or de la valeur de mille ducats. Il fut encore mieux récompensé de celui qu’il publia à la louange de Louis XIV, et reçut de ce monarque, pendant cinq ans selon les uns, et pendant sept selon d’autres, une somme annuelle de cinq cents écus. La ville de Milan le nomma son historiographe avec 300 écus d’appointements. Il avait composé sept livres de cette histoire, mais on mit peu d’exactitude à lui fournir les documents nécessaires ; il craignit d’ailleurs d’offenser ou la maison d’Autriche, dont il était sujet, ou le roi de France, de qui il avait reçu des bienfaits ; il aima mieux interrompre ce travail, et défendit même de publier jamais ce qu’il en avait fait. Cela valait sans doute mieux que d’altérer la vérité de l’histoire ; mais il fallait donc renoncer au titre et aux appointements d’historiographe. Tiraboschi croit que les lettres y ont peu perdu ; il ajoute même que les honneurs et les récompenses accordés à Ferrari attestent plutôt le mauvais goût du siècle que lo mérite de l’écrivain, dont les ouvrages purement littéraires ont au souverain degré tous les défauts de son temps. On en trouve la liste dans Argelati, Bibl. script. mediol., tom. I, part. 2. Quant à ses ouvrages d’érudition, ils jouissent de plus d’estime, quoique défigurés par ce style pompeux et prétendu poétique qui était alors à la mode.

## Galerie d'images

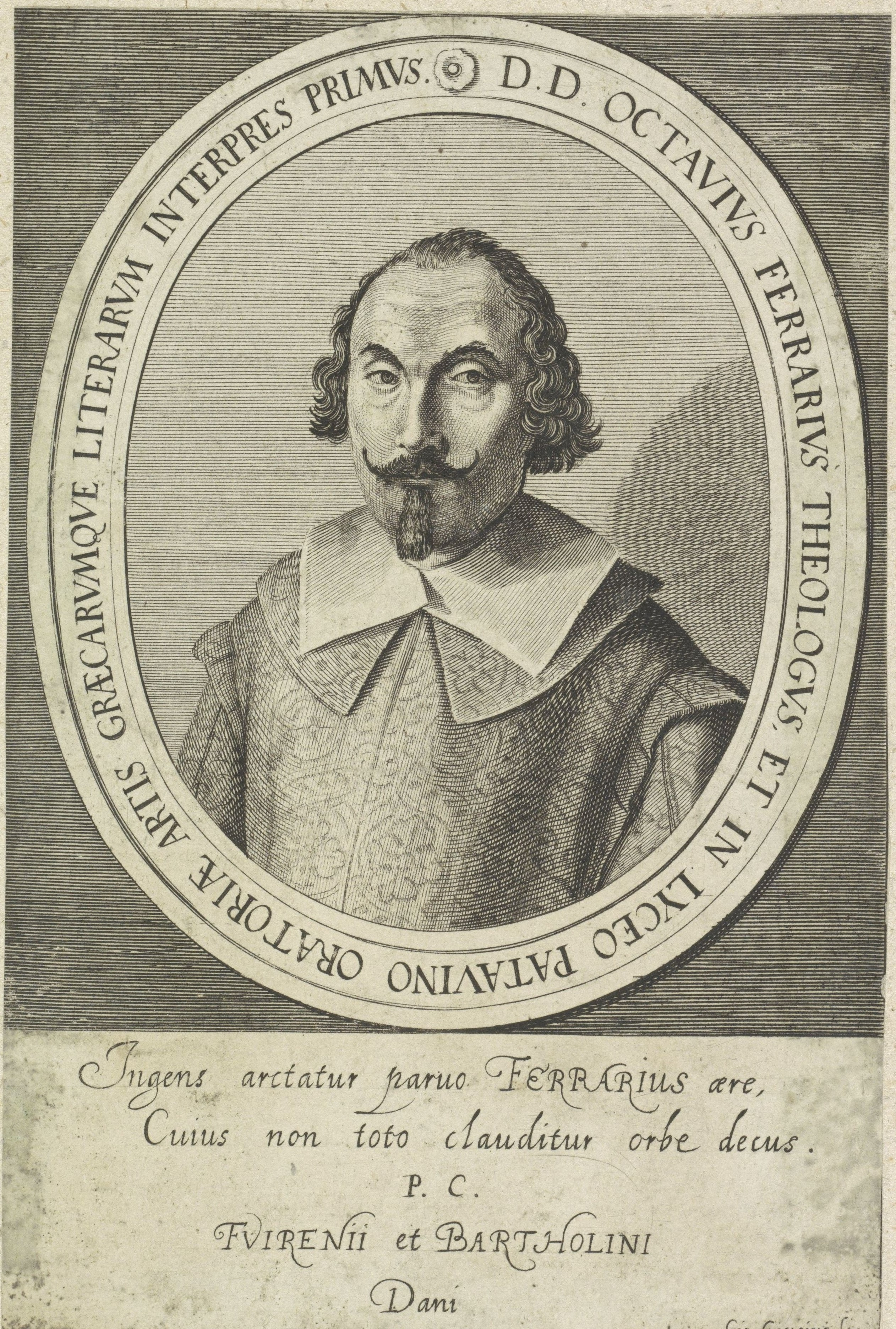
Ottavio Ferrari gravé par Giovanni Georgi.
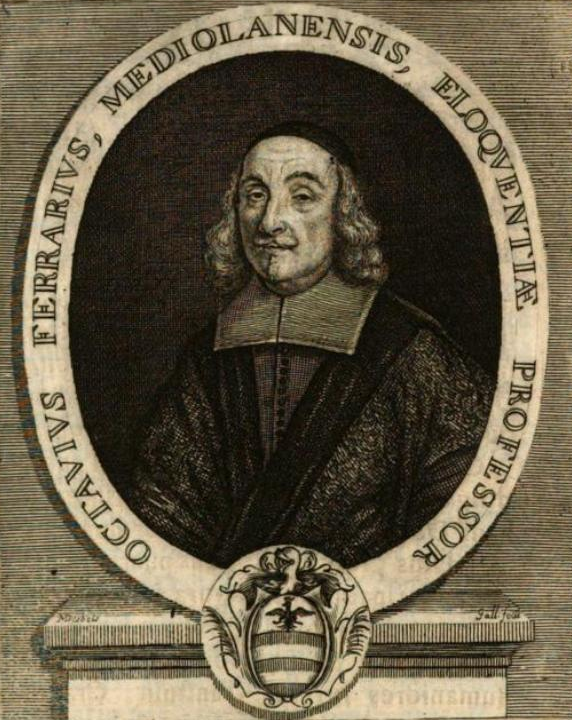
Ottavio Ferrari gravé par Martial Desbois.
- Prolusionum & epistolarum pars tertia, 1674.

## Œuvres
- Origines linguæ italicæ, Padoue, 1676, in-fol., ouvrage rempli d’érudition, mais où, de l’aveu même des Italiens, il exalte trop la langue italienne.
- De re vestiaria libri tres, Padoue, 1642, in-8° 2a editio, Ibid., 1654, libri septem, in-4°, avec fig.
- Analecta de re vestiaria et lato clavo, ad Alberti Rubenii commentarium de re vestiaria ; accedit dissertatio de lucernis sepulcralibus, 1670, in-4° ; l’Analecta est une critique de Rubenius : réimprimé à la suite de cette critique, Padoue, 1685, in-4°. Les deux ouvrages ont été in sérés dans le 6e tome des Antiquités romaines de Grævius, et celui des Lampes sépulcrales dans le 12e. Ferrari, dans la dissertation sur les lampes sépulcrales, parle de l’usage que faisaient les Juifs et les païens, et que firent depuis les chrétiens, de flambeaux et de cierges allumés dans les cérémonies religieuses. Il y refute aussi l’opinion des lampes perpétuelles qu’on a faussement prétendu été trouvées allumées dans quelques tombeaux.
- Prolusiones XXVI ; epistolæ, formulæ ad capienda doctoris insignia, inscriptiones, ibid., 1668, in-4°. Johann Albert Fabricius a publié de nouveau ce recueil avec des augmentations, Helmstadt, 1711, in-8°.
- Panegyricus Ludovico XIV Francorum regi.
- Electorum libri duo, Padoue, 1679, in-4°.
- De pantomimis et mimis (publié par Johann Albert Fabricius), Wolfenbuttel, 1714, in-8°, et inséré le tome II des Antiq. rom. de Sallengre.
- Dissertationes duæ, altera de balneis, altera de gladiatoribus, Helmstadt, 1720 (lire en ligne).
- Apollo tuam fidem, sive litteratorum fatum ; accessit ejusdem epistola de obitu Dominici Molini, senatoris Veneti, Venise, 1636, in-16 de 43 pag. Les continuateurs de Moréri citent cet ouvrage, dont ils ne savent point, disent-ils, qu’il ait été fait mention ailleurs. La plupart de ces dissertations ont été souvent réimprimées, tant en Italie que chez l’étranger, surtout les deux livres Electorum, qui sont regardés comme son meilleur ouvrage. Quelques auteurs ont soupçonné qu’il les avait trouvés parmi les papiers de son oncle, et qu’il se les était attribués.
- On conserve de lui en manuscrit plusieurs ouvrages inédits dans la bibliothèque de Sainte Justine, à Padoue, entre autres un traité en 4 livres De funere christianorum, qui n’est point achevé ; ses leçons sur Apulée, Tacite, Juvénal, Virgile, etc. ; les dissertations sur Tertullien, et un ouvrage curieux en sept livres, intitulé Gymnastica sacra, seu duriores veterum christianorum ad corpus edomandum artes.

Ottavio Ferrari mourut à Padoue le 16 mars 1682, universellement aimé et regretté non-seulement pour son savoir, mais pour ses qualités morales et pour son caractère si conciliant et si doux, qu’on lui avait donné, selon le Dictionnaire historique italien de Bassano, les surnoms honorables de Pacifique et de Conciliateur.